# Bad Rippoldsau-Schapbach
Bad Rippoldsau-Schapbach es un municipio alemán perteneciente al distrito de Freudenstadt en el estado federado de Baden-Wurtemberg. Las aldeas Bad Rippoldsau y Schapbach se fusionaron en 1974. En total, el municipio tiene unos 2.300 habitantes. Está ubicado en la Selva Negra Septentrional en el valle del río Wolf entre Freudenstadt y Wolfach.

## Puntos de interés
- Parque de lobos y osos[4]
- Cascada del Burgbach[5]
- Lago Glaswald[5]
- Iglesia de peregrinación Mater Dolorosa[5]